# Михаил Зидаров
Михаил Михов Зидаров е български изобретател, първият българин с патенти в областта на океанската енергетика. Един от първите активни пропагандатори за използването на енергията на морските вълни в света.

## Биография
Роден е около 1883 г. в Стара Загора. 
През 1906 г. във Варна създава модел на първия български вълномотор за преобразуване на енергията на морските вълни в механична или електрическа енергия. В 1910 г., по препоръка на физика проф. Порфирий Бахметиев, представя модела на вълномотора пред дружеството за насърчаване на постижения в областта на естествознанието и техниката „Х. С. Леденцов“ в Москва. Отпусната му е финансова помощ за експерименти в Одеса или Варна, а също така му е и предложено ръкописът му да бъде преведен на руски език. На 5 май 1913 г. получава два австрийски патента (№ 59872 и № 59880) за това изобретение.
Михаил Зидаров конструира помпи, които демонстрира във Варна, Бургас и Русе. През 1920 г. регистрира във Варна фирма за производство на помпи „Изобретател М. М. Зидаров Сие“, но тя не започва своята дейност.
Остава неразбран за българското общество и през 1916 г. старозагорски лекар го изпраща в психиатричната болница в София. В 1936 г. неговите идеи са осмени във „Вестник на гениите“. През 1945 г. проектанти от „Кораловаг“ организират публична гавра над Михаил Зидаров.
Михаил Зидаров е автор на книгата „Милиони и милиарди в морето“, издадена във Варна през 1914 г. Тя е първото българско издание по океанска енергетика и едно от първите издания за възобновяеми енергийни източници в страната, както и една от първите в света по енергетика на морските вълни.